# Jean-Claude Juncker
Jean-Claude Juncker (pron. lussemburghese: [ˈʒɑ̃ːkloːt ˈjuŋkɐ]; Redange-sur-Attert, 9 dicembre 1954) è un politico e avvocato lussemburghese, presidente della Commissione europea dal 2014 al 2019.
È stato primo ministro del Lussemburgo dal 20 gennaio 1995 al 10 luglio 2013 e presidente dell'Eurogruppo dal 2005 al gennaio 2013.
Si candida per il Partito Popolare Europeo alla presidenza della Commissione europea alle elezioni europee del 2014, e dopo averle vinte di misura contro il candidato socialista Martin Schulz, viene indicato dal Consiglio europeo come presidente della stessa. Il 15 luglio ottiene la fiducia dal Parlamento europeo, con 422 voti favorevoli, 250 contrari e 47 astenuti.

## Biografia
Nato a Redange-sur-Attert, cresce nella regione delle miniere dove il padre lavorava nell'industria siderurgica. Studia al liceo Michel Rodange della città di Lussemburgo ottenendo la maturità classica (baccalauréat classique-littéraire), prima di trasferirsi all'Università di Strasburgo, dove consegue una laurea in giurisprudenza (maîtrise en droit). Si è congedato dalla carriera di avvocato nel febbraio 1980 e non ha più esercitato questa professione.
È sposato dal 1979 con Christiane Frising, conosciuta in gioventù. I due non hanno avuto figli.

## Carriera politica
Membro del Partito Popolare Cristiano Sociale (PCS/CSV) dal 1974, ne divenne, nell'ottobre 1979, il segretario parlamentare e presidente fra il gennaio 1990 e febbraio 1995.
Fu nominato nel dicembre 1982 segretario di Stato al Lavoro e alla Sicurezza Sociale.
Nel giugno 1984, Jean-Claude Juncker fu eletto per la prima volta al Parlamento lussemburghese e fu nominato ministro del Lavoro e ministro delegato al Bilancio nel primo governo diretto da Jacques Santer e poi, dopo le elezioni legislative del giugno 1989, fu nominato ministro delle Finanze e ministro del Lavoro.

### Primo ministro del Lussemburgo

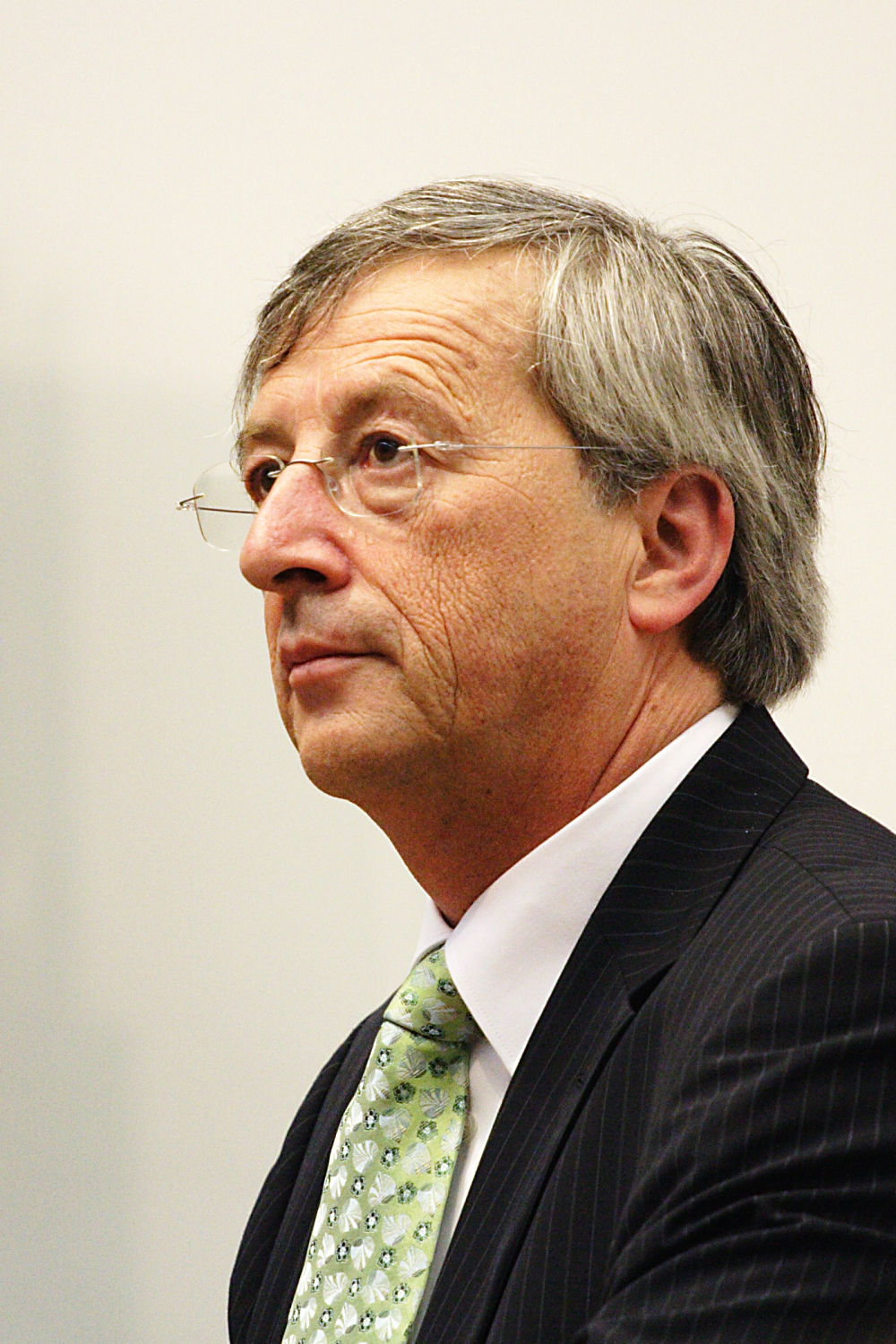
Jean-Claude Juncker nel 2006

La designazione di Jacques Santer a presidente della Commissione europea da parte del Consiglio europeo e la sua conferma da parte del Parlamento europeo, portò S.A.R. il granduca Giovanni di Lussemburgo a nominare Jean-Claude Juncker primo ministro, il 20 gennaio 1995. Anche da capo del governo continuò ad esercitare le funzioni di ministro delle Finanze, ministro del Lavoro e ministro del Tesoro.
Dopo le elezioni legislative del giugno 1999 vinte dal Partito Popolare Cristiano Sociale, Jean-Claude Juncker fu nuovamente posto alla testa del nuovo governo, composto da rappresentanti cristiano-sociali e del Partito Democratico, mettendo così fine ad una coalizione durata 15 anni tra il PCS e il Partito Socialista Operaio lussemburghese. Jean-Claude Juncker mantenne anche il portafoglio di Finanza e Comunicazione.
Governatore della Banca Mondiale dal 1989 al 1995, Jean-Claude Juncker assunse dal 1995 la responsabilità di governatore del Fondo monetario internazionale (FMI) e di governatore della Banca europea per la ricostruzione e lo sviluppo (BERS).
Nel giugno 2004, dopo la vittoria del suo partito, che con oltre il 35% dei voti vinse 24 dei 60 seggi alle elezioni legislative e 3 dei 6 seggi a quelle europee, Jean-Claude Juncker rifiutò, malgrado la amichevole pressione della maggioranza dei dirigenti europei, il posto di presidente delle Commissione europea.

### Presidente permanente dell'Eurogruppo
Il 1º gennaio 2005 Jean-Claude Juncker entrò in carica come primo presidente permanente dell'Eurogruppo. Fino ad allora la presidenza dell'Eurogruppo era assicurata dal ministro delle Finanze dello stato esercitante la presidenza semestrale del Consiglio dell'Unione europea.
Come presidente di questo consiglio, durante il primo semestre 2005, dovette far fronte alla mancata ratifica del progetto di Costituzione europea da parte di Francia e Paesi Bassi. Fu anche in disaccordo con il primo ministro britannico Tony Blair a riguardo del budget europeo. Il ruolo di Juncker ha assunto particolare rilevanza durante la crisi economica iniziata nel 2008. Il 30 aprile 2012 Juncker ha annunciato la sua decisione di dimettersi dalla carica di presidente dell'Eurogruppo perché "stanco" delle ingerenze franco-tedesche nella gestione della crisi. A succedergli, nella presidenza dell'Eurogruppo, è stato Jeroen Dijsselbloem, entrato in carica il 21 gennaio.

### Dimissioni da Primo ministro ed elezioni anticipate del 2013
Jean-Claude Juncker annuncia le sue dimissioni dal governo del Lussemburgo l'11 luglio 2013, a seguito di uno scandalo riguardante i servizi di intelligence, accusato di aver costituito una vera e propria polizia politica segreta e di aver schedato illegalmente centinaia di migliaia di cittadini.
Il suo partito resta la prima formazione del Lussemburgo nelle elezioni del 2013, ma perde molti voti e Juncker non viene riconfermato alla sua posizione. Viene sostituito da Xavier Bettel.

### Presidente della Commissione europea

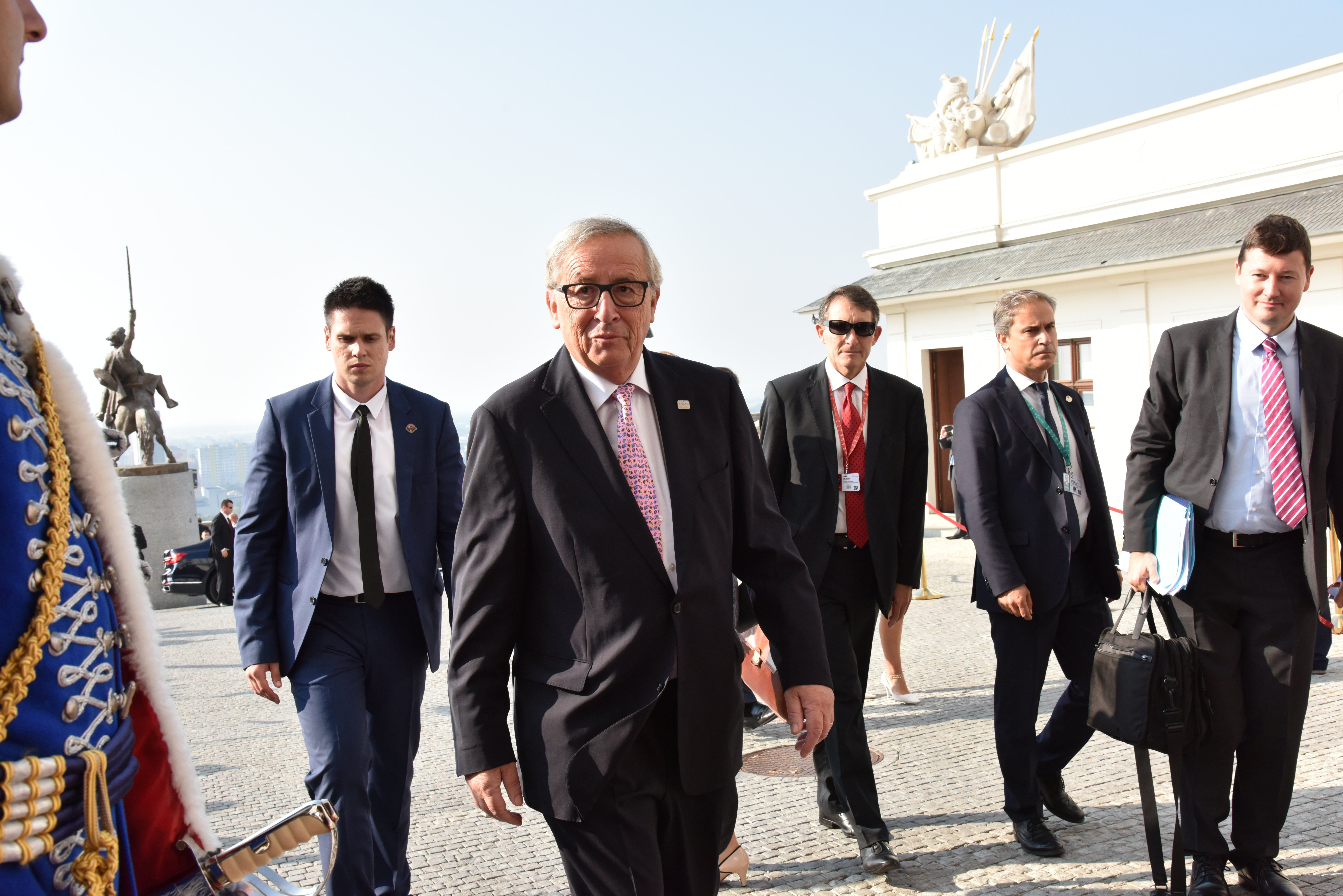
Juncker al Summit di Bratislava il 16 settembre 2016

Il 6-7 marzo del 2014, durante il congresso del Partito Popolare Europeo (PPE), che si è tenuto a Dublino in Irlanda, Jean-Claude Juncker è stato eletto come candidato per la presidenza della Commissione europea, prevalendo su Michel Barnier. Juncker ha guidato la campagna del PPE per le elezioni per il Parlamento europeo del 22-25 maggio 2014 visitando gli Stati membri dell'UE e partecipando ai dibattiti presidenziali. In base all'articolo 17 del trattato di Lisbona, il presidente della Commissione europea sarà scelto, per la prima volta, tenendo conto del risultato le elezioni europee del 2014. Juncker ha pubblicamente dichiarato di aspirare a diventare il presidente della Commissione europea qualora il PPE dovesse vincere le elezioni andando a costituire il più grande gruppo politico al Parlamento europeo.

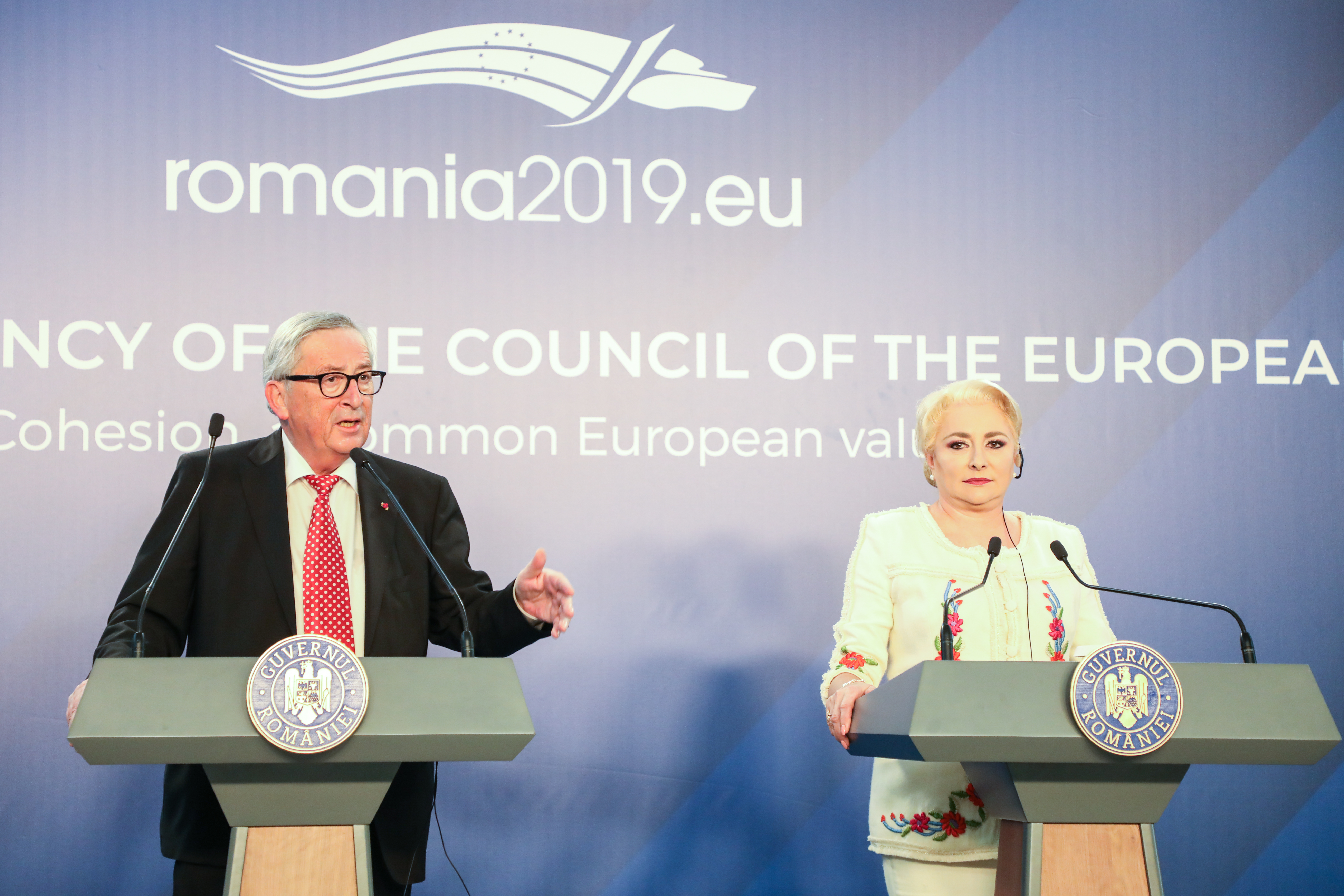
Jean Claude Juncker in conferenza stampa con il primo ministro della Romania Viorica Dăncilă a Palazzo Victoria l'11 gennaio 2019

Il 28 giugno 2014 è stato designato da 26 capi di Stato e di Governo dei 28 Paesi membri dell'Unione europea come nuovo presidente della Commissione. È la prima volta che il presidente della Commissione viene scelto a maggioranza qualificata e non all'unanimità a causa del dissenso sollevato dal Conservatore britannico primo ministro David Cameron e dal primo ministro dell'Ungheria, l'euroscettico di destra Viktor Orbán.
Il 15 luglio è stato eletto dal Parlamento europeo, con 422 voti favorevoli, 250 contrari e 47 astenuti. Il suo incarico è iniziato il 1º novembre 2014, dopo che la sua commissione è stata approvata dal Parlamento e dal Consiglio.

## Controversie
Ha destato scalpore un'inchiesta giornalistica condotta dal Consorzio Internazionale dei Giornalisti investigativi (ICIJ), definita dai media internazionali Luxembourg Leaks o LuxLeaks, che ha pubblicato nel novembre 2014 i nomi di oltre trecento aziende multinazionali direttamente coinvolte nelle decisioni fiscali prese tra il 2002 e il 2010 dall'allora governo lussemburghese da lui presieduto, che avrebbero consentito accordi fortemente vantaggiosi per queste ultime sui prezzi di trasferimento globale (pagamenti inferiori all'1% di tasse), e collegati con speciali direttive dell'Unione europea che interessano il regime fiscale del Lussemburgo. Grazie a quegli accordi fiscali particolari, il Lussemburgo con premier Juncker ha attirato 220 miliardi di dollari. Le rivelazioni hanno attirato l'attenzione internazionale e messo in luce speciali meccanismi di elusione fiscale elaborati e portati avanti dal Lussemburgo. Tra evasione e elusione sono stati sottratti mille miliardi l'anno.

## Problemi di salute e presunto alcolismo
Nel corso del 2013, durante lo scandalo per spionaggio e corruzione che costrinse Juncker a dimettersi da premier, in un resoconto di un incontro con Marco Mille, capo dei servizi segreti del Lussemburgo, si fece riferimento a suoi problemi di alcolismo. Nel resoconto, preparato dall'agente dei servizi segreti André Kemmer, questi affermava che Juncker aveva abusato di alcolici:
(André Kemmer)
Successivamente il ministro delle finanze olandese Jeroen Dijsselbloem definì Juncker un "bevitore e fumatore incallito", accuse riprese in diversi articoli apparsi in seguito, tra l'altro, su Der Spiegel, The Telegraph, Il Giornale, Daily Mail.
Da queste accuse Juncker si difese in un'intervista, apparsa su Liberation, affermando di avere gravi problemi di deambulazione a seguito di un drammatico incidente stradale occorsogli nell'autunno del 1989 che gli causò un coma di due settimane e successivamente sei mesi su una sedia a rotelle. Tale incidente, sommato a una sciatica di cui Juncker aveva precedentemente fatto menzione, lo avrebbe portato ad avere un'andatura claudicante.
(Jean-Claude Juncker, Libération (13 settembre 2016))
Nella stessa intervista Juncker attribuì la nascita della storia riguardo al suo presunto alcolismo a una ritorsione di Jeroen Dijsselbloem per le critiche alla sua gestione della crisi cipriota da parte dello stesso Juncker ovvero al tentativo di screditarlo o metterlo in ridicolo.

### Onorificenze lussemburghesi

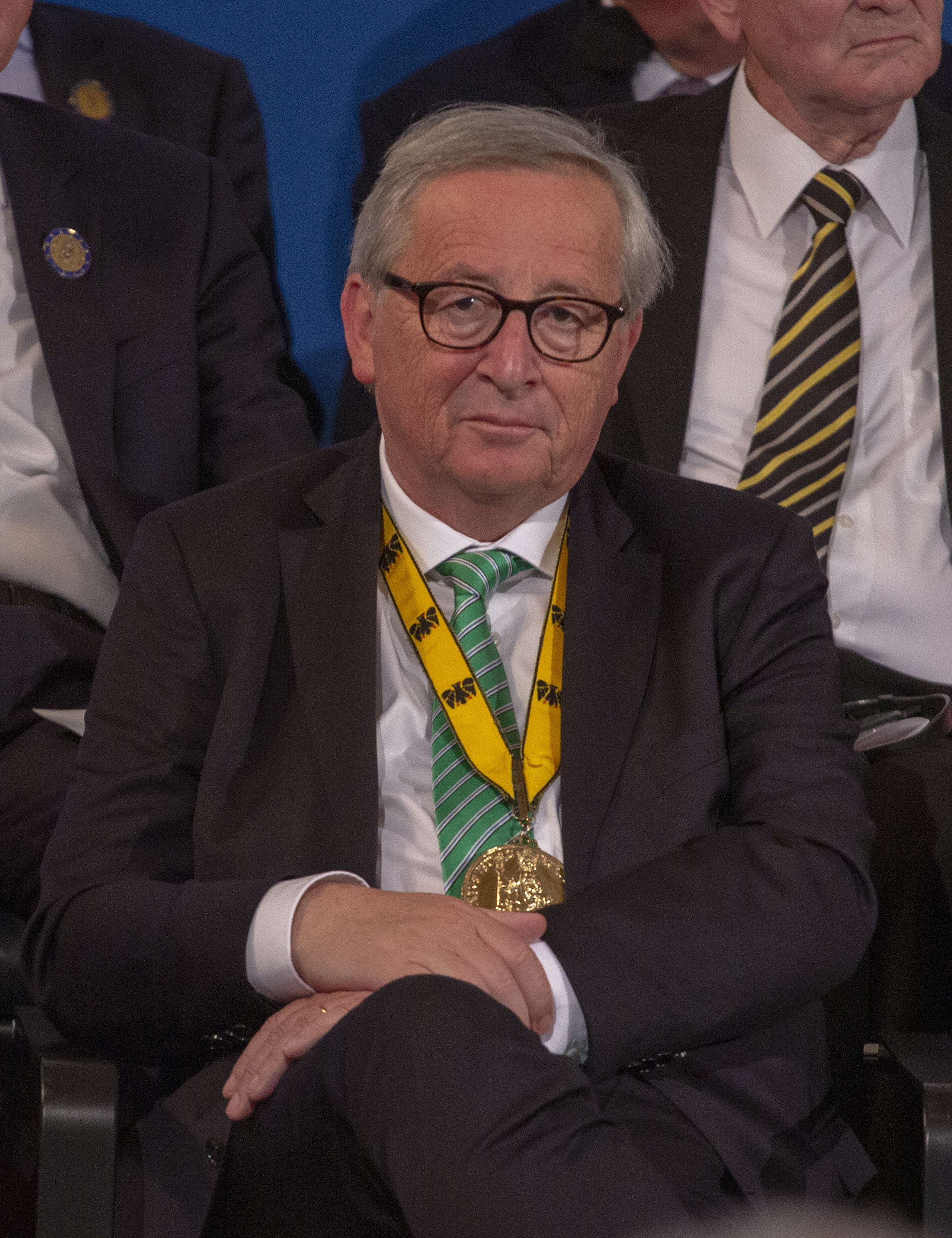
Jean-Claude Juncker presso il Municipio di Aquisgrana nell'ambito del Premio Carlo Magno 2019 il 30 maggio 2019 ad Aquisgrana.

## Onorificenze

### Onorificenze straniere
Premio Quadriga, 2003, con Einars Repše, Primo ministro della Lettonia

### Accademiche
- 2012 - Medaglia Sigillum Magnum, Università di Bologna